# Desmond Lee
Pour les articles homonymes, voir Lee.
Sir Henry Desmond Pritchard Lee, né le 30 août 1908 à Nottingham et mort le 8 décembre 1993 à Cambridge, connu sous le nom de Desmond Lee, est un professeur d'humanités classiques anglais spécialisé en philosophie ancienne, membre et tuteur du Corpus Christi College de l’université de Cambridge, professeur à l'université et directeur successivement du Clifton College et du Winchester College, avant de terminer sa carrière comme président du Hughes Hall à l'université de Cambridge.

## Débuts

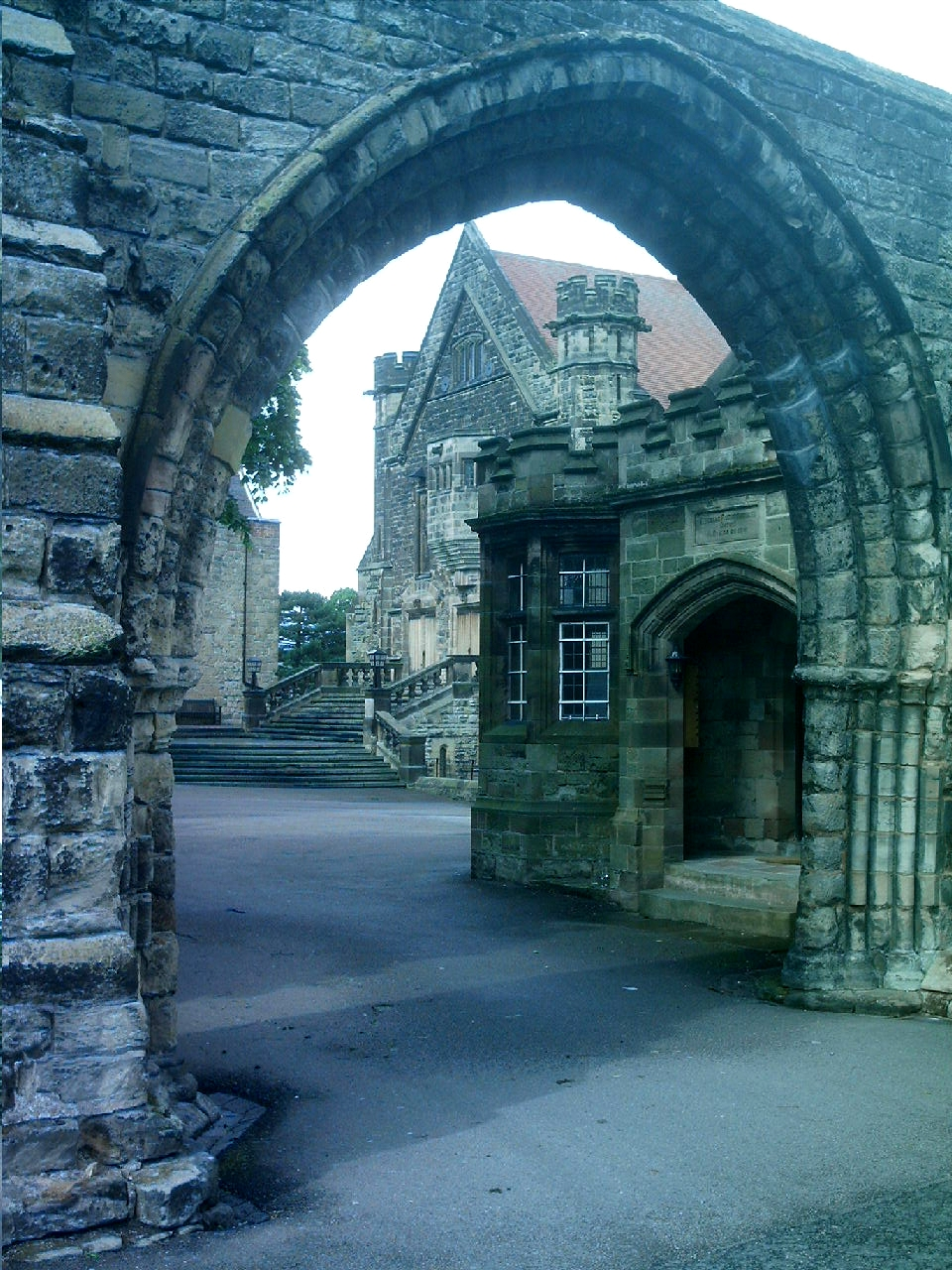
Repton School

Il est le fils du pasteur anglican Henry Burgass Lee. Sa scolarité se déroule à Arden House, puis à la Repton School, où il obtient la bourse George Denman, avant d'intégrer le Corpus Christi College de Cambridge, où il est à nouveau boursier et obtient deux premiers prix, l'un dans la première partie des Classical Tripos en 1928, l'autre dans la seconde en 1930. Il obtient une bourse Charles Oldham.
En 1930, encore étudiant à Cambridge, Lee se lie d'amitié avec le philosophe Ludwig Wittgenstein (1889-1951), et séjourne quelque temps dans sa famille en Autriche. Plusieurs années plus tard, en publiant ses cours Wittgenstein's Lectures: Cambridge, 1930–1932, Lee fait un compte rendu de leur amitié, laquelle prendra  fin lorsque Lee oriente sa carrière universitaire vers la philosophie ancienne. Au nombre de ses autres amis de cette période figure aussi William Empson.

## Carrière

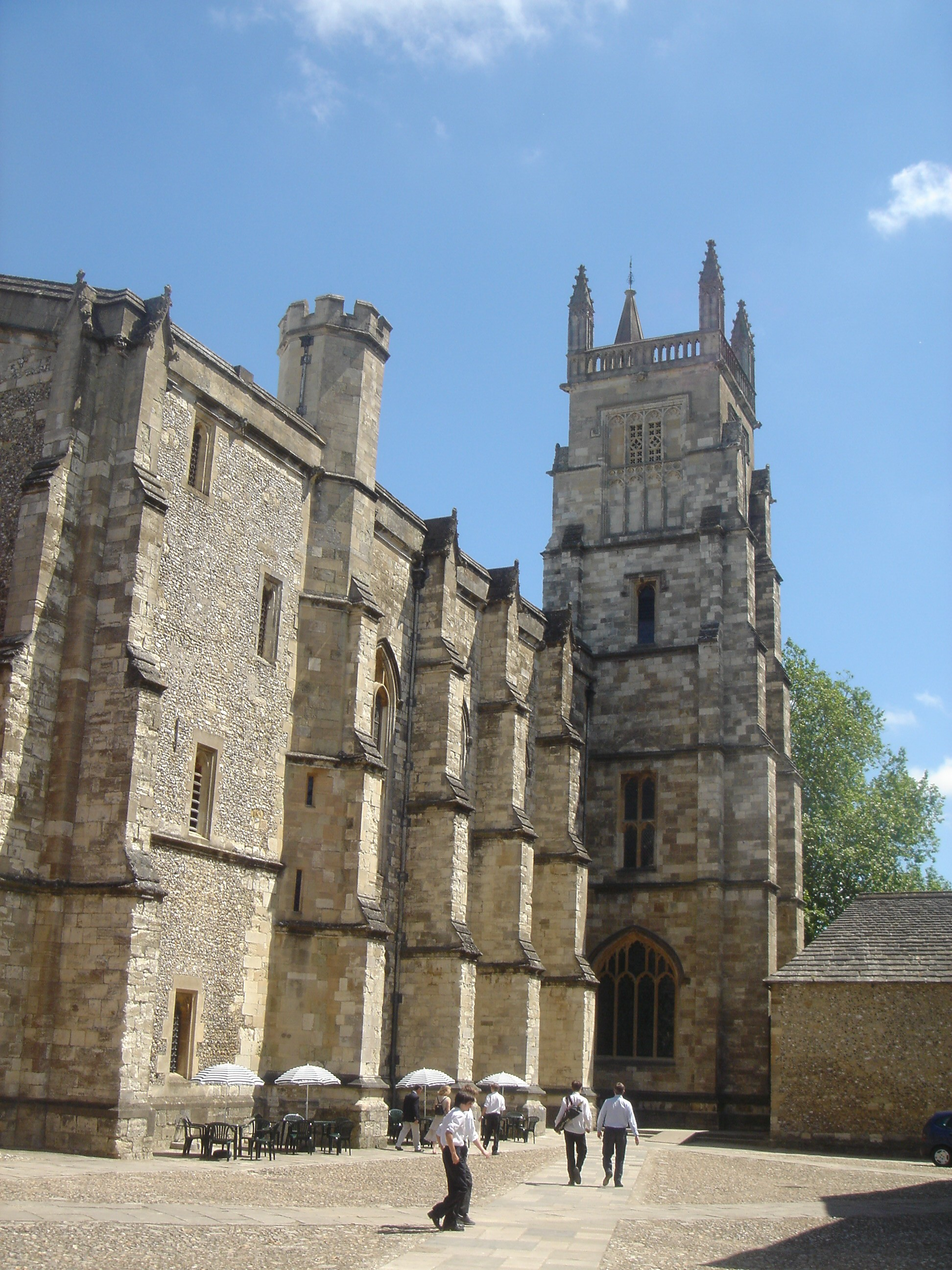
Chapelle du Winchester College

Lee est élu membre du Corpus Christi College en 1933. La même année, il est admis au Middle Temple, mais ne poursuit pas sur la voie d'une carrière d'avocat. Il occupe également les postes de tuteur (de 1935 à 1948) et de professeur d'université en sciences classiques (de 1937 à 1948) et à partir de 1944, il est membre du Conseil universitaire, où il siège jusqu'en 1948. De 1941 à 1944, pendant la Seconde Guerre mondiale, il travaille au bureau du commissaire régional à Cambridge, assistant Will Spens.
En 1948, ayant été nommé Senior Tutor de son collège, Lee accepte le poste de directeur du Clifton College, et en 1954 il est nommé directeur du Winchester College, où il restera jusqu'en 1968,. En 1958–59, il est membre du Comité Anderson sur les subventions aux étudiants et a été deux fois président de la conférence des directeurs, d'abord en 1959-1960, puis à nouveau en 1967.
En 1968, il retourne à Cambridge en tant que Fellow du University College (rebaptisé Wolfson College en 1973). En 1973, il est devenu président de Hughes Hall, servant jusqu'en 1978, date à laquelle il devient membre honoraire.

## Travaux

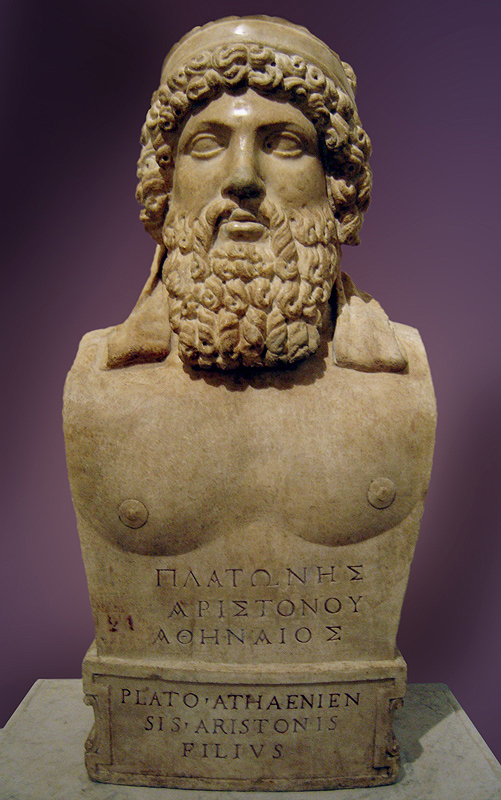
Buste en marbre de Platon

Lee publie une étude sur le philosophe grec pré-socratique Zénon d'Élée (1935) et des traductions commentées des Météorologiques d' Aristote (1952), de la République de Platon  (1955) ainsi que de ses dialogues Timée et Critias (1971).

## Vie privée
En 1935, Lee épouse Elizabeth, fille du colonel A. Crookenden, et ils eurent un fils et deux filles,

## Publications
- Zeno of Elea: a text and notes, 1935[2]
- Aristotle, Meteorologica, 1952
- Plato, Republic, 1955, revised edition 1974
- Plato, Timæus and Critias, with an appendix on Atlantis, 1971  (NB: The 2008 revised edition omits the Appendix on Atlantis)
- Entry and Performance at Oxford and Cambridge, 1966–71, 1972
- Wittgenstein's Lectures 1930–32 (éd.), 1980

## Honneurs et distinctions
- Il est fait chevalier en 1961[2]
- Docteur honoris causa (D. Litt), université de Nottingham, 1963